# 羅佩·里斯基
羅佩·里斯基（芬蘭語：Roope Riski；1991年8月16日—）是一位芬蘭足球運動員。在場上的位置是前鋒。他現在效力於芬蘭足球超級聯賽球隊HJK赫尔辛基。他也代表芬蘭國家足球隊參賽。